# Algolstern
Der Begriff der Algolsterne (kurz Algols) beschreibt sowohl eine Klasse von bedeckungsveränderlichen Sternen, deren Helligkeit sich im Maximum nicht oder kaum ändert, als auch eine Gruppe von wechselwirkenden Doppelsternen. Beide Sternklassen sind nach ihrem Prototypen Algol im Sternbild Perseus benannt.

## Bedeckungsveränderliche Sterne vom Typ Algol

Animation eines bedeckungsveränderlichen Doppelsterns mit resultierender Lichtkurve.

Algolsterne (GCVS-Systematikkürzel: EA) sind Doppelsternsysteme bestehend aus zwei kugelförmigen oder nur geringfügig durch Zentrifugalkräfte ellipsoid verformten Einzelsternen. Die Bahnebene liegt so im Raum, dass sich die Sterne auf ihrer Umlaufbahn gegenseitig bedecken und dabei weniger Strahlung zur Erde gelangt. Der Zeitpunkt des Beginns und des Endes eines Minimums ist bei Algolsternen eindeutig definiert im Unterschied zu den Beta-Lyrae-Sternen und W-Ursae-Majoris-Sternen, die einen kontinuierlichen Lichtwechsel aufgrund der starken Verformung der Sterne in diesen Doppelsternsystemen zeigen.
Zwischen den Minima bleibt die Helligkeit der bedeckungsveränderlichen Sterne vom Typ Algol annähernd konstant. Eine geringfügige Helligkeitsänderung kann die Folge eines Reflexionseffektes, elliptischer Verformung der Sternkomponenten oder intrinsischer Veränderlichkeit sein. Die Perioden von Algolsternen liegen zwischen circa 0,2 und über 10.000 Tagen, wobei die längste bekannte Periode mit 27 Jahren der Stern Almaaz im Sternbild Fuhrmann hält. Die Amplitude der Helligkeitsänderungen bei den Algolsternen kann bis zu einigen Magnituden groß sein.
Die Algol-Sterne wurden nach dem Stern Algol im Sternbild Perseus benannt, dem ersten (1669 durch Geminiano Montanari) entdeckten Bedeckungsveränderlichen.

### Vorkommen in Sternkatalogen
Der General Catalogue of Variable Stars listet aktuell etwa 5000 Sterne mit dem Kürzel EA, womit etwa 10 % aller Sterne in diesem Katalog zur Klasse der Algolsterne gezählt werden.

## Wechselwirkende Doppelsterne vom Typ Algol
Die zweite Sternklasse mit dem Namen Algolsterne beschreibt Doppelsterne, bei denen ein masseärmerer Stern weiter entwickelt ist als ein massereicherer Stern. Dies steht im Widerspruch zu der Sternentwicklung von Einzelsternen, die mit steigender Masse schneller verläuft und wird auch als Algol-Paradox bezeichnet. Im engeren Sinne handelt es sich um Doppelsternsysteme bestehend aus einem B-A Hauptreihenstern und einem kühleren F-G Riesenstern, wobei der kühle Riese sein Roche-Grenzvolumen ausfüllt. Diese Algolsterne zeigen häufig, dass der massereichere Stern schneller rotiert als die Umlaufdauer des Doppelsternsystems. Bei einigen Algolsternen kann auch ein Massestrom von dem masseärmeren Begleiter zu einem heißen Fleck auf dem schweren Stern nachgewiesen werden. Im heißen Fleck trifft die Materie auf die Atmosphäre und kinetische wird in thermische Energie umgesetzt. Der jetzt masseärmere Stern verfügte ursprünglich über die größere Masse und hat sich von der Hauptreihe fortentwickelt. Dabei begann er zu expandieren, bis er das Roche-Grenzvolumen überschritten hat. Wird diese Grenze überschritten fließt Materie zu dem Begleiter und innerhalb eines kurzen Zeitraums kommt es zu einer Massenumkehr. Daher ist in der Algolphase nach dem rapiden Massentransfer der masseärmere Stern weiter entwickelt und der massereichere rotiert mit hoher Geschwindigkeit aufgrund der Übertragung von Drehimpuls zwischen den beiden Sternen. In der beobachtbaren Phase, dem Massentransfer von dem entwickelten Unterriesen oder Riesen zu dem schweren Hauptreihenstern sollte ein Anwachsen der Bahnumlaufdauer auftreten. Analysen des Verhaltens von Algolsternen zeigen aber häufig zyklische Periodenänderungen sowohl mit abnehmender als auch anwachsender Umlaufdauer, deren Ursache eventuell in der magnetischen Aktivität der massespendenden Komponente liegt.
In der stabilen Phase nach dem schnellen Massentransfer ist der ehemals massereichere Stern ein kühler Unterriese mit einer ausgedehnten Atmosphäre mit konvektiven Energietransport. Gleichzeitig ist die Rotationsgeschwindigkeit des Unterriesens recht hoch wegen der gebundenen Rotation in den engen Doppelsternsystemen. Eine schnelle differentielle Rotation in Kombination mit einer konvektiven Atmosphäre führt durch die Magnetohydrodynamik zu einer ausgeprägten magnetischen Aktivität bei Algolsternen, die sich in Form von Flares im Bereich der Radio- und Röntgenstrahlung sowie durch Emissionslinien der Balmer-Serie bemerkbar macht. Bei langperiodischen Algolsternen sind auch temporäre Akkretionsscheiben gefunden wurden, die nicht immer in der Bahnebene des Doppelsternsystems liegen. Diese Abweichungen können nicht durch einfache Modelle erklärt werden, welche nur die Gravitations- und Zentrifugalkräfte berücksichtigen. Die Gasmassen außerhalb der Bahnebene werden mit der magnetischen Aktivität des massenspendenen Sterns in Verbindung gebracht:
- aufgrund koronaler Auswürfe
- Magnetfelder auf dem Unterriesen wechselwirken mit der ionisierten Materie, die durch den Lagrange-Punkt L1 fließt
- Akkretiertes Gas wird aus der Bahnebene abgelenkt, weil sich an dem Punkt, an dem der Gasstrom auf den Primärstern trifft, ein Rückstau bildet
- Ein Superhump-ähnliches Phänomen ist in Radiobeobachtungen nachgewiesen worden. Wahrscheinlich wird der Gasstrom durch ein Magnetfeld in der Nähe der Massenspender schraubenförmig abgelenkt. Da die frühen Sterne über keine intrinsischen Magnetfelder verfügen sind diese Magnetfeldlinien wahrscheinlich durch den Plasmastrom selbst generiert.

## Beispiele
- Algol, Deneb Algedi, Menkalinan, Gemma, Azaleh, Almaaz, DI Herculis